# Cornelis Claesz
Cornelis Claesz (1546 – 1609) è stato un cartografo e editore olandese, attivo durante il Secolo d'oro della cartografia olandese..

## Biografia
Non si hanno molte informazioni sulla sua vita privata, ma la sua attività professionale ebbe un impatto significativo sulla cartografia e l'editoria olandese del tempo.
Cornelis Claesz si specializzò nella pubblicazione di carte nautiche e atlanti, tra cui:
- De Caertboeck vande gantsche Zeevaert (Il libro delle carte nautiche del Mare del Nord): Pubblicato nel 1583, questo atlante marittimo conteneva 20 carte nautiche che coprivano le coste del Mare del Nord, del Mar Baltico e delle Isole Britanniche. L'opera era caratterizzata da una grande accuratezza e da un elevato livello di dettaglio, diventando un punto di riferimento per i navigatori dell'epoca.
- Nieuwe Caertboeck vande Middellandsche Zee (Nuovo libro di carte del Mediterraneo): Pubblicato nel 1590, questo atlante marittimo si concentrava sul Mar Mediterraneo, includendo 22 carte nautiche che coprivano le coste dell'Europa meridionale, dell'Africa settentrionale e del Medio Oriente. L'opera era apprezzata per la sua accuratezza e per le informazioni dettagliate sui porti e sulle rotte marittime della regione.

Realizzò anche un mappamondo che riportava la rotta intrapresa da Olivier van Noort, il primo navigatore olandese a compiere la circumnavigazione del globo.
Oltre alle carte nautiche, Cornelis Claesz pubblicò anche libri di viaggio e descrizioni geografiche, contribuendo a diffondere la conoscenza del mondo tra il pubblico olandese. La sua attività editoriale ebbe un ruolo importante nello sviluppo della cartografia olandese e nel favorire l'esplorazione marittima durante il Secolo d'Oro.